# Cynanchum kintungense
Cynanchum kintungense är en oleanderväxtart som beskrevs av Ying Tsiang. Cynanchum kintungense ingår i släktet Cynanchum och familjen oleanderväxter. Inga underarter finns listade i Catalogue of Life.